# Isidoro Rudimch
Isidoro Rudimch (* 4. April 1942, Koror, Palau; † 31. August 1999) war ein Unternehmer und Politiker in Palau. Er war Präsident des Senate of Palau.

## Leben
Rudimch wurde am 4. April 1942 in Koror geboren. Er ging an die Xavier High School in Truk und die St. Joseph High School in Hilo, Hawai’i und später ans Chaminade College in Hawai’i. Zurück in Koror war er Unternehmer.

### Politik
Rudimch wurde in den 1970ern in den Congress of the Trust Territory of the Pacific Islands (Congress of Micronesia, House of Representatives) gewählt.
In den Wahlen in Palau 1980 kandidierte Rudimch erfolglos für das Amt des Vizepräsidenten von Palau, 1984 wurde er dann in den Senate of Palau gewählt und dort drei Mal wiedergewählt. Er war bis zu seinem Tod 1999 Senator. Drei Mal war er Präsident des Senats: von Januar 1985 bis Oktober 1986, von 1991 bis November 1992 und Februar 1997 bis 31. August 1999.

## Familie
Rudimch hatte acht Kinder, unter anderem Eyos Rudimch und Mark Rudimch.